# Kalliope (mitologia)
Kalliope (także Kaliopa, Kaliope, 'Pięknolica'; gr. Καλλιόπη Kalliópē ‘o pięknym głosie’, łac. Calliope) – w mitologii greckiej muza poezji epickiej.
Uchodziła za córkę boga Zeusa i tytanidy Mnemosyne oraz za siostrę: Erato, Euterpe, Klio, Melpomene, Polihymnii, Talii, Terpsychory i Uranii.
Była jedną spośród dziewięciu muz olimpijskich (przebywały na Olimpie), które należały do orszaku boga Apollina (Apollon Musagetes), ich przewodnika. Wraz ze swoimi siostrami uświetniała śpiewem biesiady bosko-ludzkie (m.in. zaślubiny Tetydy i Peleusa oraz Harmonii i Kadmosa), a także uczty olimpijskie samych bogów.
Niekiedy uważano ją za matkę Orfeusza, Linosa, Resosa oraz syren. Była muzą najwyżej postawioną w hierarchii muz. Uchodziła za rozjemczynię między dwiema boginiami (Afrodytą i Persefoną) w ich sporze o pięknego Adonisa. Według jednej z wersji zadecydowała (w imieniu Zeusa), iż Adonis będzie spędzał jedną trzecią roku z Afrodytą, jedną trzecią – z Persefoną, jedną trzecią – gdzie sam zapragnie.
W sztuce przedstawiana jest zwykle jako kobieta z tabliczką i rylcem, niekiedy z trąbą – atrybutami symbolizującymi dziedzinę sztuki, której patronowała.
Imieniem muzy została nazwana jedna z planetoid – (22) Kalliope.